# Lepidochrysops fulvescens
Lepidochrysops fulvescens är en fjärilsart som beskrevs av Tite 1961. Lepidochrysops fulvescens ingår i släktet Lepidochrysops och familjen juvelvingar. Inga underarter finns listade i Catalogue of Life.